# Pic à croupion rouge
Veniliornis kirkii
Espèce
Statut de conservation UICN

 LC  : Préoccupation mineure
Le Pic à croupion rouge ou Pic de Kirk (Veniliornis kirkii) est une espèce d'oiseau de la famille des Picidae.